# Saint-Père (Yonne)
Saint-Père (oft auch: Saint-Père-sous-Vézelay) ist eine französische Gemeinde mit 287 Einwohnern (Stand 1. Januar 2022) im Département Yonne in der Region Bourgogne-Franche-Comté. Sie gehört zum Arrondissement Avallon und ist Mitglied im Gemeindeverband Avallon-Vézelay-Morvan. Die Bewohner werden Saint-Pérais und Saint-Péraises genannt.

## Geografie
Die Gemeinde befindet sich im nordwestlichen Zipfel des Regionalen Naturparks Morvan, nur zweieinhalb Kilometer unterhalb des Wallfahrtsorts Vézelay, wo sie an der Cure in einem Talkessel liegt.
Das Grundwasser der Gegend durchquert auf seinem Weg salzhaltige Tonminerale und stößt dann auf das wasserundurchlässige Granitmassiv des Morvan. Da sich in Saint-Père zwei bedeutende Verwerfungen schneiden, tritt es dort aus und bildet die Salzquellen von Saint-Père-sous-Vézelay.
Umgeben wird Saint-Père von den sieben Nachbargemeinden:
| Asquins |                                             | Domecy-sur-le-Vault |
| Vézelay | Kompassrose, die auf Nachbargemeinden zeigt | Tharoiseau          |
|         | Foissy-lès-Vézelay Pierre-Perthuis          | Tharoiseau          |

## Geschichte
Die Ausgrabungen im Jahre 1934 offenbarten, dass die Gegend bereits in der Jungsteinzeit besiedelt war und die Salzquellen wegen ihres Gehalts an Speisesalz damals bereits genutzt wurden. Die Kelten errichteten vor Ort um 900 v. Chr. eine Nekropole, im 1. Jahrhundert v. Chr. wurde die Stätte zu einem keltischen Quellheiligtum und die Römer errichteten nach der Eroberung Galliens Thermen.
Girart de Roussillon, Graf von Vienne, und seine Frau Berthe stifteten 858/859 in der Region eine Benediktinerabtei. Das Frauenkloster wurde in Saint-Père und die Abtei für Männer in Pothières errichtet. Aber bereits im Jahre 873 wurden die Klöster von den Normannen geplündert und völlig verwüstet. Die für ihre hervorragend gebauten Schiffe bekannten Raubzügler nutzten dabei die Wasserläufe der Seine, der Yonne und schließlich der Cure. Die Nonnen und Mönche richteten sich daraufhin auf dem Hügel oberhalb von Saint-Père – in Vézelay neu ein. Anfang des 13. Jahrhunderts wurde mit dem Bau der Kirche Église Notre-Dame begonnen. Als die Kirche Saint-Pierre (von der sich der Ortsname Saint-Père ableitet) während des Zweiten Hugenottenkrieges 1567 abbrannte, wurde die Notre-Dame zur neuen Pfarrkirche. Ab Mitte des 14. Jahrhunderts galt in Frankreich das königliche Salzregal und im 15. Jahrhundert wurden die Salzquellen von Saint-Père zugeschüttet, um den Schwarzhandel zu unterbinden.

### Bevölkerungsentwicklung
| Jahr      | 1962 | 1968 | 1975 | 1982 | 1990 | 1999 | 2008 | 2014 | 2020 |
| --------- | ---- | ---- | ---- | ---- | ---- | ---- | ---- | ---- | ---- |
| Einwohner | 377  | 402  | 348  | 356  | 348  | 385  | 374  | 320  | 292  |

## Sehenswürdigkeiten

### Kirche Notre-Dame
Die Kirche Église Notre-Dame de Saint-Père ist im Burgunder Flamboyant-Stil errichtet und gilt als Meisterwerk dieser Stilstufe der Spätgotik. Das dreischiffige Gotteshaus mit seinem 50 Meter hohen Glockenturm wurde im 13. Jahrhundert erbaut und steht seit 1840 als Monument historique unter Denkmalschutz. Die beiden Kapellen wurden im 14./15. und die Narthex im 15. Jahrhundert angefügt. Die Ikonografie der Kirche ist nicht sehr aufschlussreich aber im Innern findet man das ziemlich abgenutzte Porträt eines Geizkragens, welcher seinen Geldbeutel, der ihm um den Hals hängt, festhält. Links und rechts ist er von einem Drachen flankiert, die ihm die Ohren abzubeißen scheinen. Dieses Sinnbild kann durchaus doppelsinnig gesehen werden: Der Mann stellt sich taub, obwohl er durchaus die Mittel hätte zu helfen (Egoismus) oder aber der Mann ist dermaßen fixiert auf sein Hab und Gut, dass er darüber vergisst, sich selbst zu schützen – sich selbst was Gutes anzutun (Gier als Zwangsstörung). Am reichhaltigsten ausgestattet ist der offene Narthex. Über mehr als zwei Jahrhunderte konnten hier Bildhauer ihre Ideen verwirklichen und Steinmetze ihr kunsthandwerkliches Geschick unter Beweis stellen. Beim Betreten der überdeckten Narthex sieht man rechts zwei Statuetten in Halbrelief, die Girart de Roussillon und seine Frau Berthe oder aber seine Tochter Eve darstellen sollen. Sie gelten als die Stifter der ehemaligen Abtei von Saint-Père.

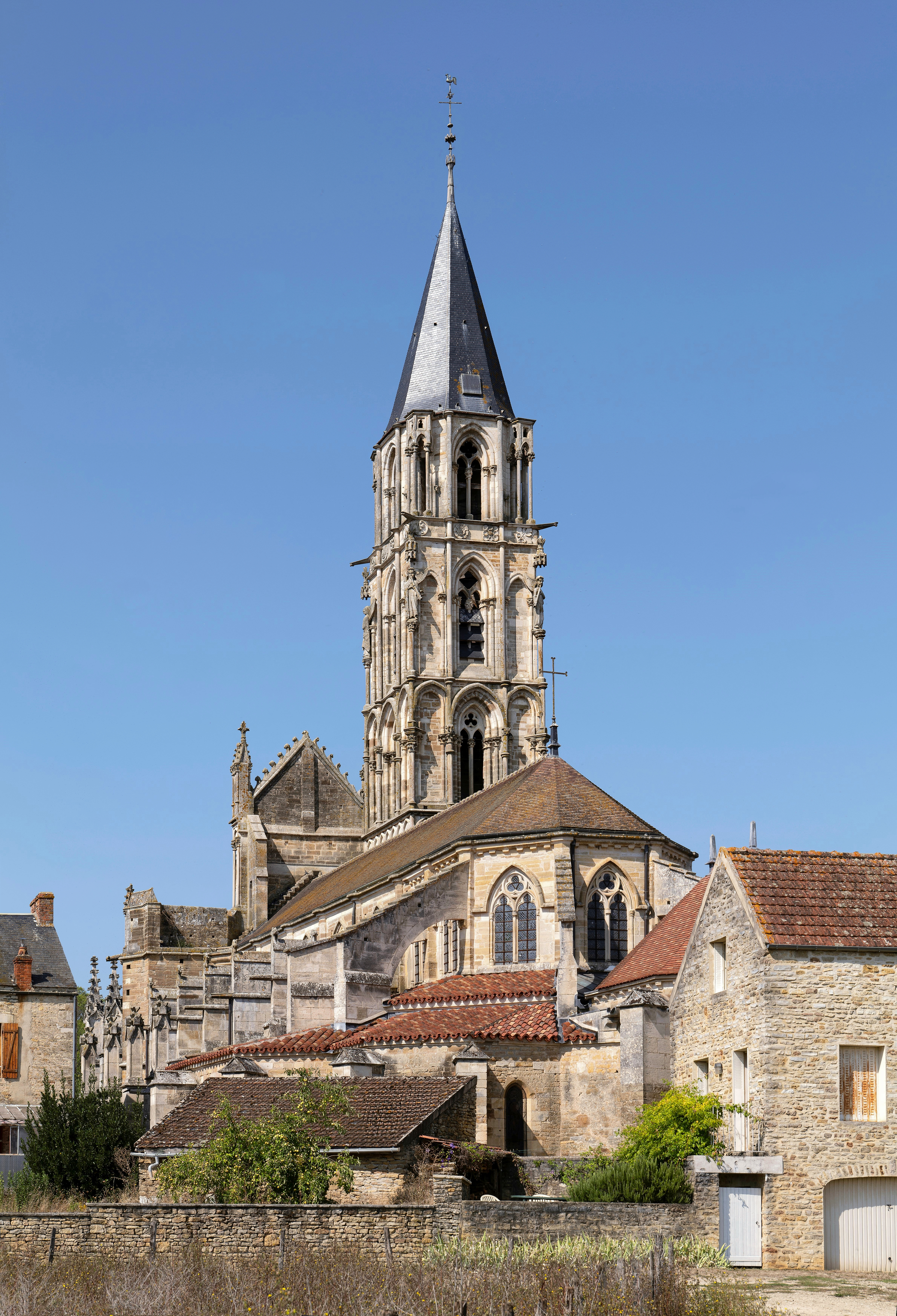
Notre-Dame de Saint-Père, Ansicht von Südosten
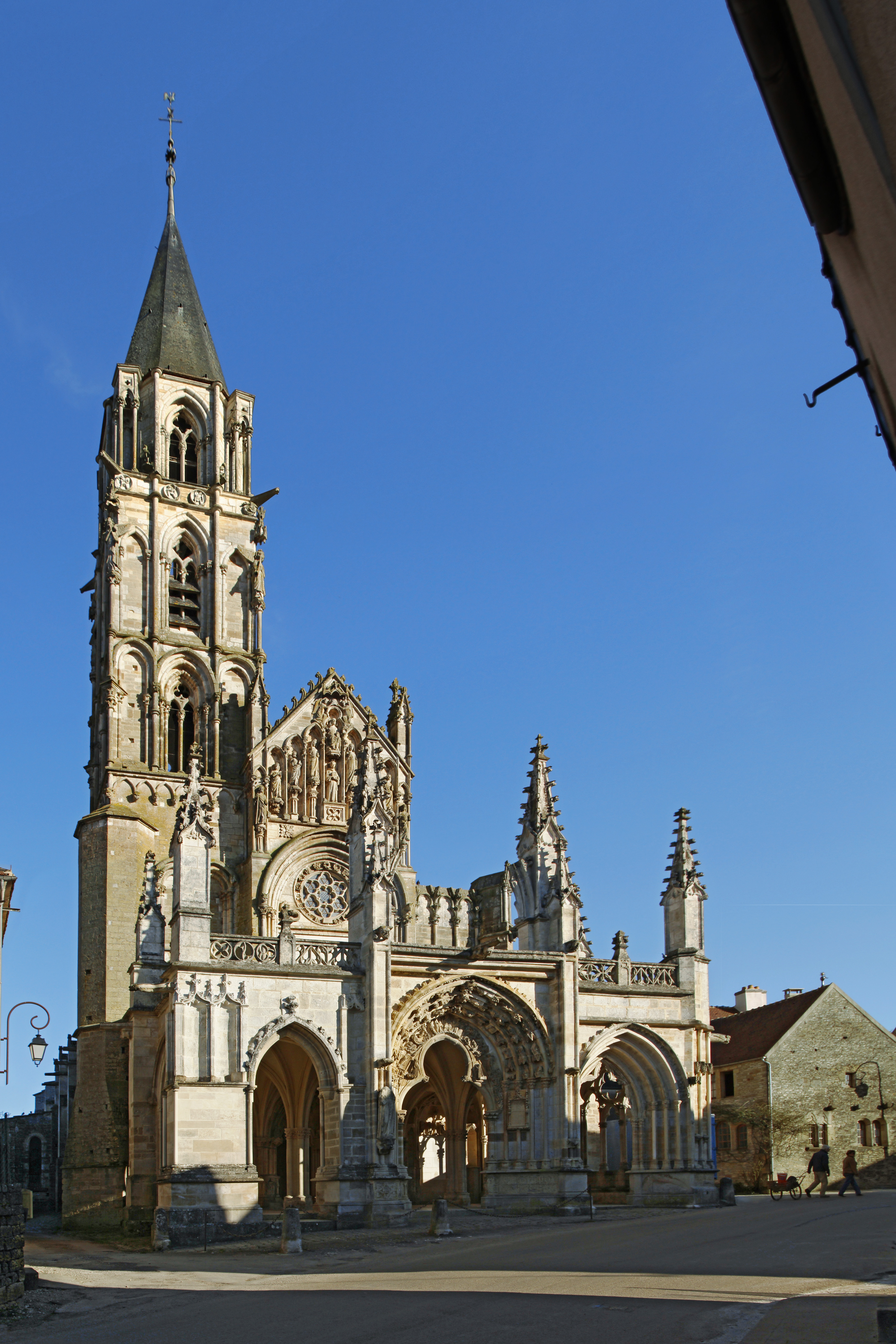
Glockenturm und Narthex der Notre-Dame
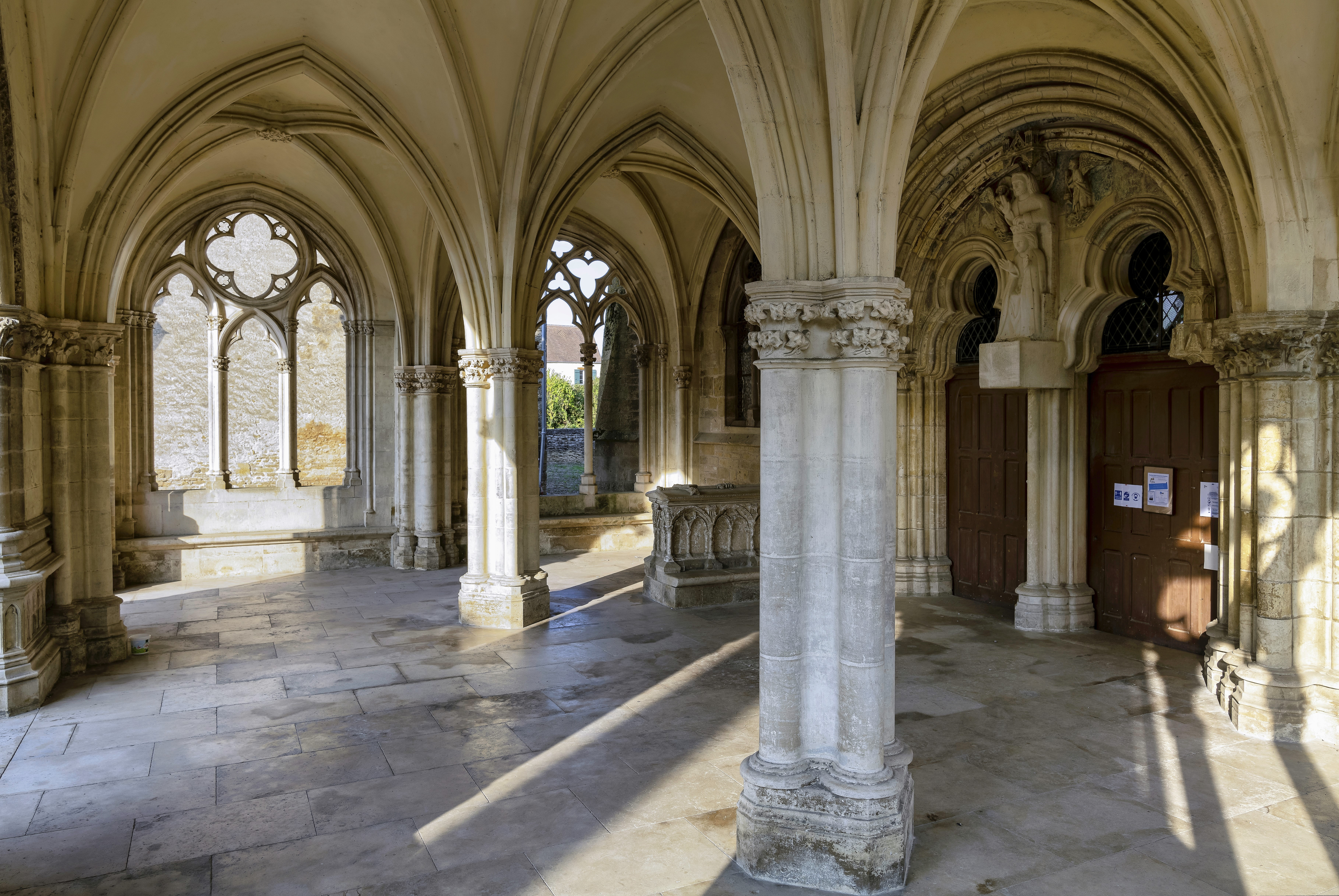
Der Narthex von Notre-Dame
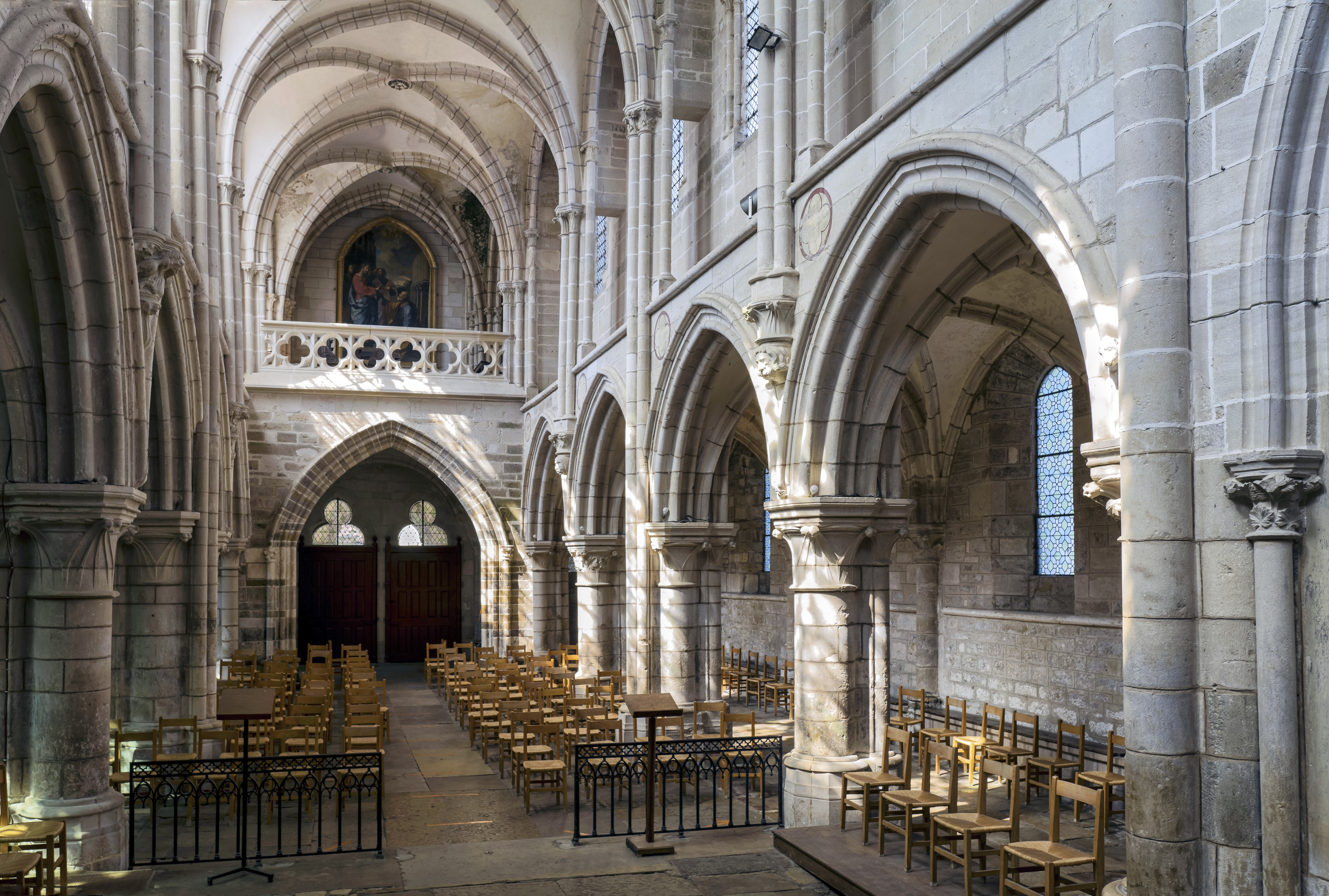
Innenraum nach Westen
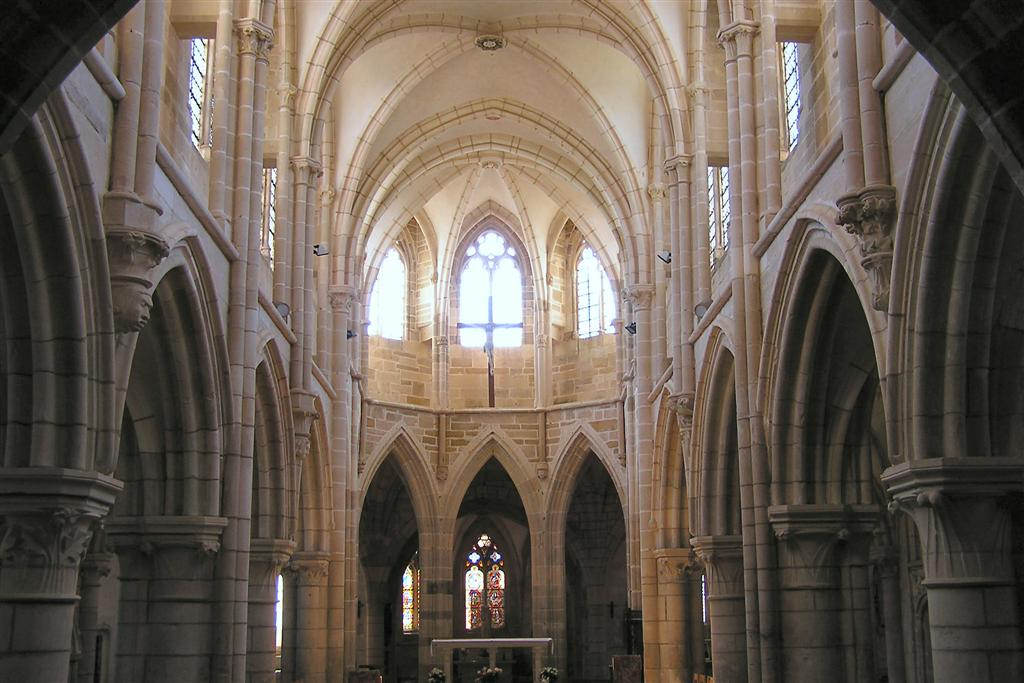
Innenraum nach Osten
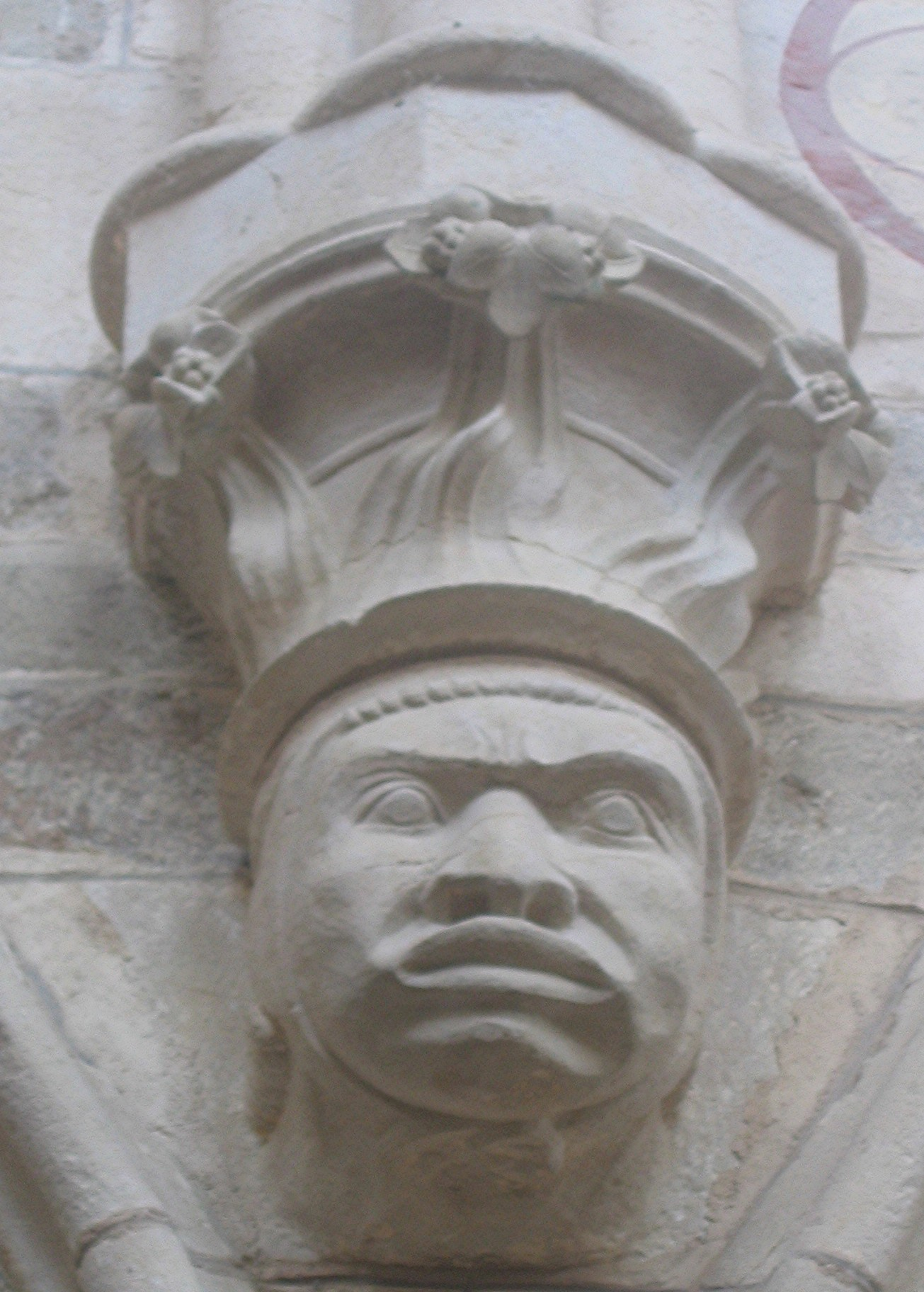
Negersklave als Konsole
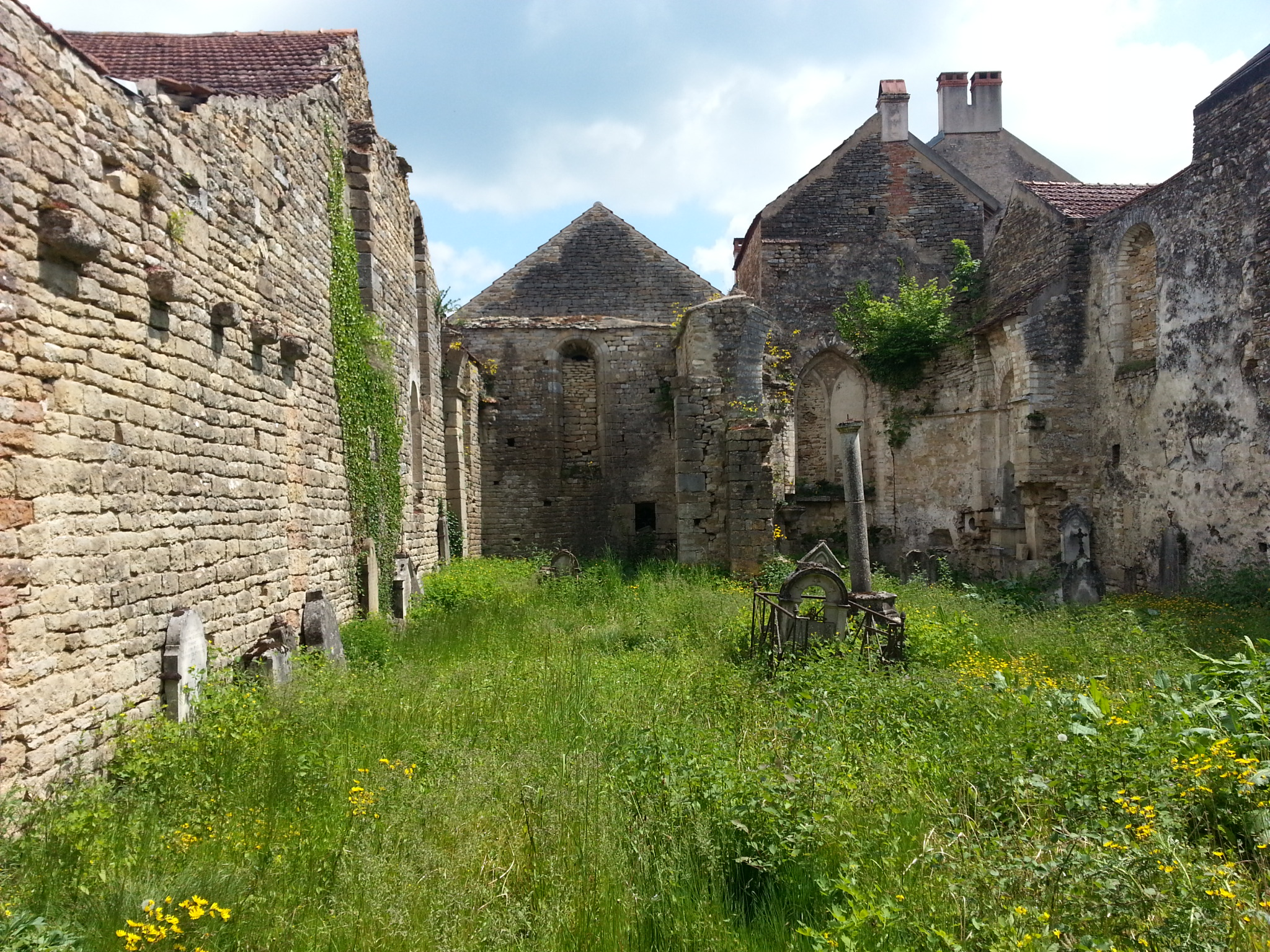
Saint Pierre mit dem alten Friedhof

### Reste der Kirche Saint Pierre und alter Kirchhof
Ca. 100 m südlich der Église Notre-Dame und etwa 20 Meter vor dem Kriegerdenkmal von Saint-Père sind hinter einer unscheinbaren Steinmauer die Reste der ehemaligen Kirche Saint Pierre auszumachen. Das im 11. Jahrhundert errichtete Gotteshaus wurde nach den in den Hugenottenkriegen erlittenen Beschädigungen aufgelassen und dem Verfall preisgegeben. Die einst vom Kirchenschiff eingenommene Grundfläche wurde Ende des 16. Jahrhunderts in einen Kirchhof umgewandelt, welcher der Kommune von Saint-Père bis zur Eröffnung des neuen Friedhofs als Begräbnisstätte diente.

### Salzquellen
Die archäologische Stätte Site archéologique des Fontaines Salées de Saint-Père liegt im Süden der Gemeinde an der Route départementale D958 in Fahrtrichtung Foissy-lès-Vézelay entlang der Cure. Das leicht salzige Wasser, welches auch Spuren der inerten Gase Stickstoff, Helium und Radon enthält, sprudelt aus zwei Erdspalten. Die Stätte wurde im Jahre 1934 vom Archäologen René Louis entdeckt, als er eigentlich nach einem alten Schlachtenort suchte. Die Ausgrabungen zogen sich bis zum Jahre 1964 hin. Seither ist die Anlage im Sommerhalbjahr gegen Entrichtung eines Eintrittsgelds öffentlich zugänglich. Dank einer neu installierten Pumpe kann das Wasser an einem der Brunnen verköstigt werden. Die Stätte steht seit 1942 unter Denkmalschutz.
Die Quellen wurden seit der späten Jungsteinzeit ausgebeutet; durch das Eindampfen der Sole gewann man kristallines Kochsalz. Aus dieser Periode sind nur einige Küvelagen aus Holz übrig geblieben, die dank der Radiokohlenstoffmethode und der Dendrochronologie auf das Jahr 2238 v. Chr. datiert werden konnten. Neunzehn Brunnen wurden identifiziert, wobei vierzehn heute noch sichtbar sind.
Für die Kelten war die Stätte um 900 v. Chr. ein Quellheiligtum, welches mit einem Steinkreis ausgestattet wurde. Während der Ausgrabungen stieß man auf ein Grab, das der Hallstattzeit zugeordnet werden konnte.
Vom 1. bis zum 3. Jahrhundert bestanden römische Thermen vor Ort. Diese wurden während der Invasion der Franken und Alamannen in den Jahren 256/257, wie große Teile Galliens, verwüstet. Es gab getrennten Bäder für Frauen und Männer; der Ort war für die Römer nicht unbedeutend, lag er doch an einer Straße, die eine wichtige Bergbaumine und eine Gießerei erschloss. Anfang des 4. Jahrhunderts siedelten sich erneut Gallier in Saint-Père an und örtliche Handwerker setzten die Ruinen teilweise wieder instand. Für das Einsalzen verderblicher Lebensmittel gewann man Sole und es wurden einfache Bäder zur Behandlung von Hautkrankheiten errichtet. Doch bereits um das Jahr 355 drangen erneut Alamannen in die Region ein und zerstören die Anlagen. Die Bewohner suchten in den Wäldern oder in der Nähe befestigter Städte der Region Zuflucht. Nach Wiederherstellung der Ordnung blieb nur noch die Salzgewinnung übrig.
Während der Gültigkeit des Salzregals bis ins 18. Jahrhundert durfte in Saint-Père kein Salz gewonnen werden. Im 15. Jahrhundert sicherten sich die Mönche von Vézelay das Salzmonopol. Am 29. November 1680 verbot König Ludwig XIV. bei Androhung einer neunjährigen Galeerenstrafe (für Frauen galt Züchtigung) und zusätzlich 500 Livre Buße die Entnahme und den Gebrauch von Salz aus den örtlichen Quellen. Anschauliche Schilderungen aus jener Zeit legen Dreierlei nahe: Die Salzsteuer der Obrigkeit war äußerst unpopulär, die Bevölkerung durfte ihre regionalen Schätze nicht ausbeuten und war obendrein gezwungen – da Salz essenziell ist – steuerlich verteuerte Ware aus der Ferne zu beziehen; die Bauern ließen sich von den drakonischen Strafen nicht immer abschrecken und ertappten Delinquenten widerfuhr oft Milde. So stürmten zum Beispiel die Bewohner von Précy-le-Moux im Februar 1692 um 10 Uhr begleitet von Hunden und ausgestattet mit Hotten, großen Tongefäßen und Fässern die Quellen. Im März desselben Jahres verstießen rund dreißig Bewohner von Saint-Père gegen das Salzmonopol. Sie wurden verfolgt, aber nur die kleine Dienerin Toinette Pouillot wurde festgenommen und verhört. Sie meinte lapidar: „Ich brauche diese Sole, um meine Suppe zu kochen“.

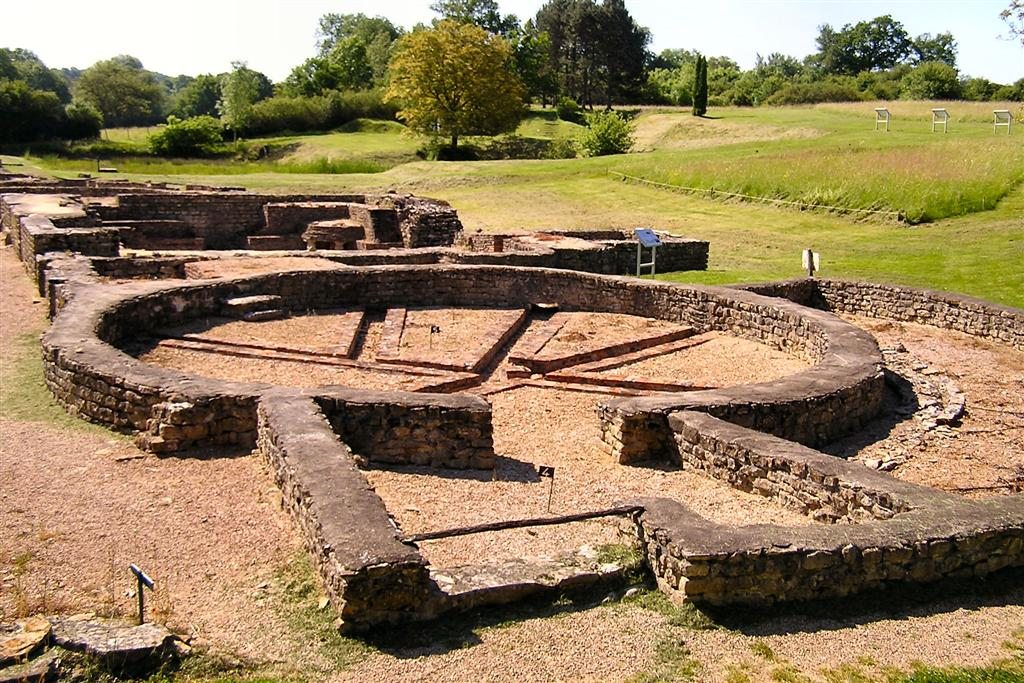
Ruinen der römischen Thermen
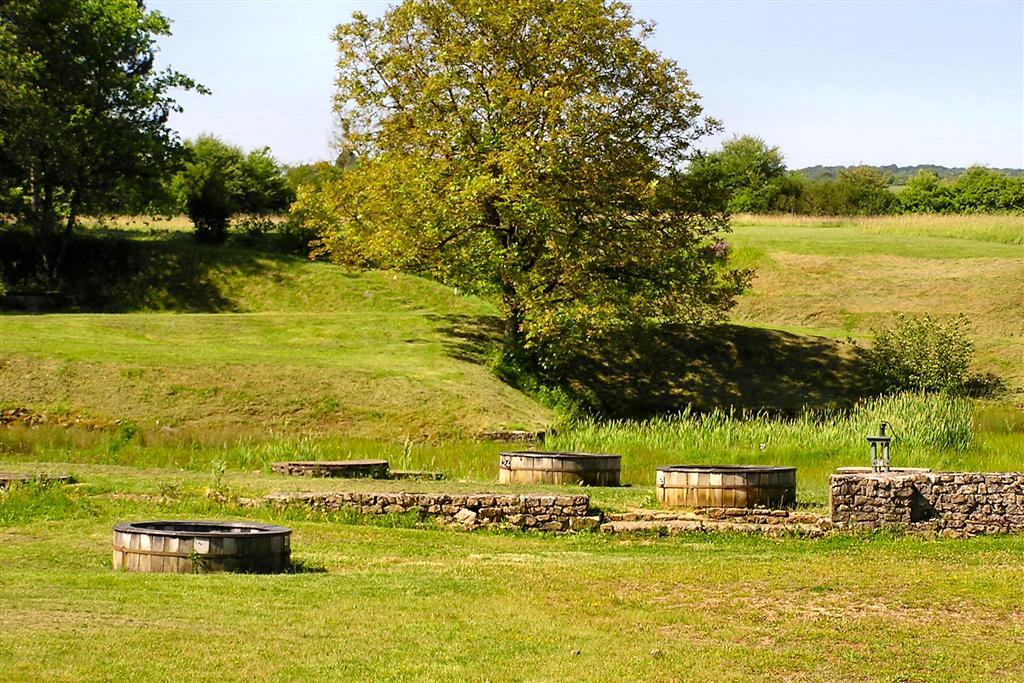
Sammelbecken für die Sole
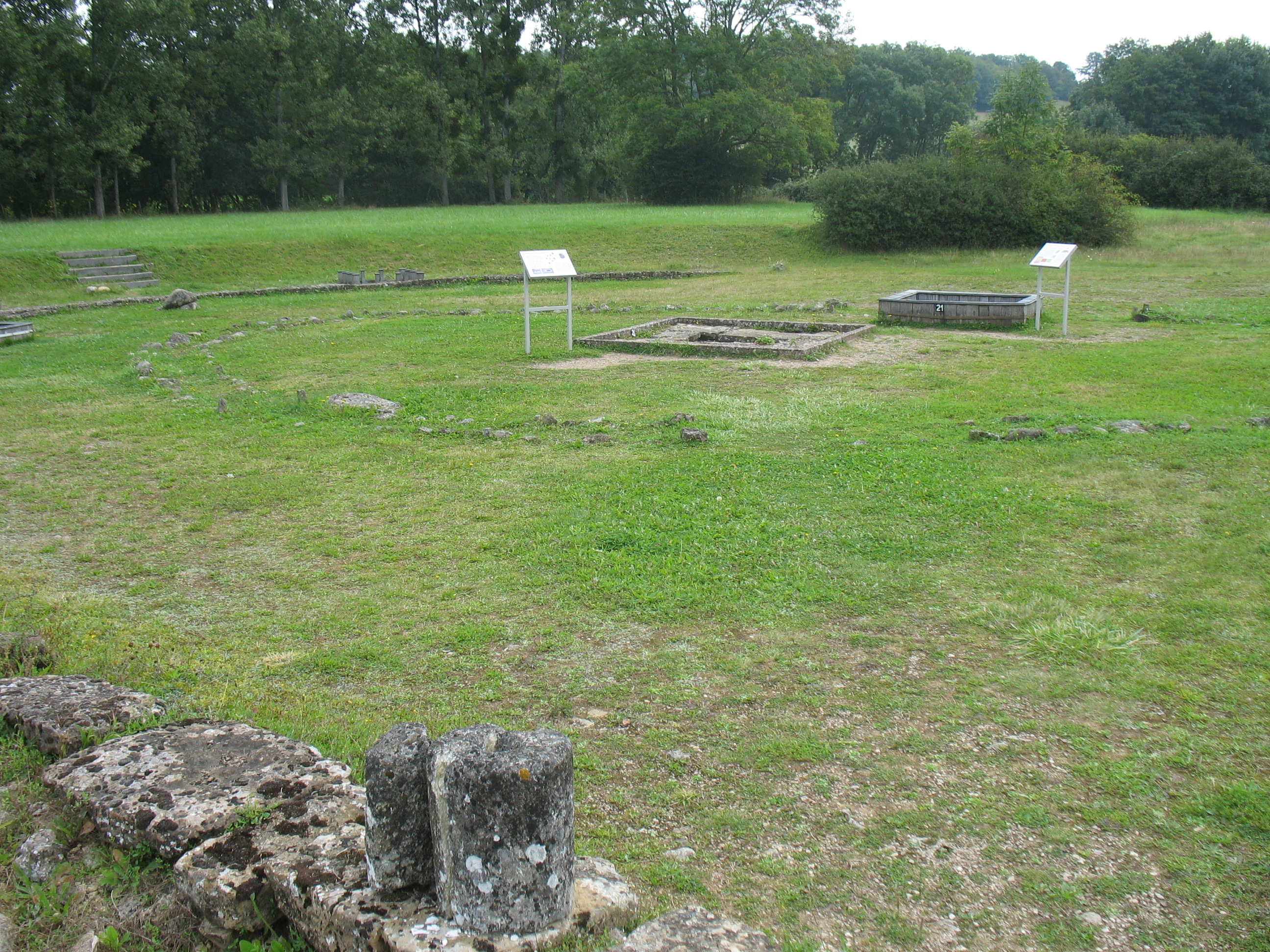
Quellheiligtum der Kelten
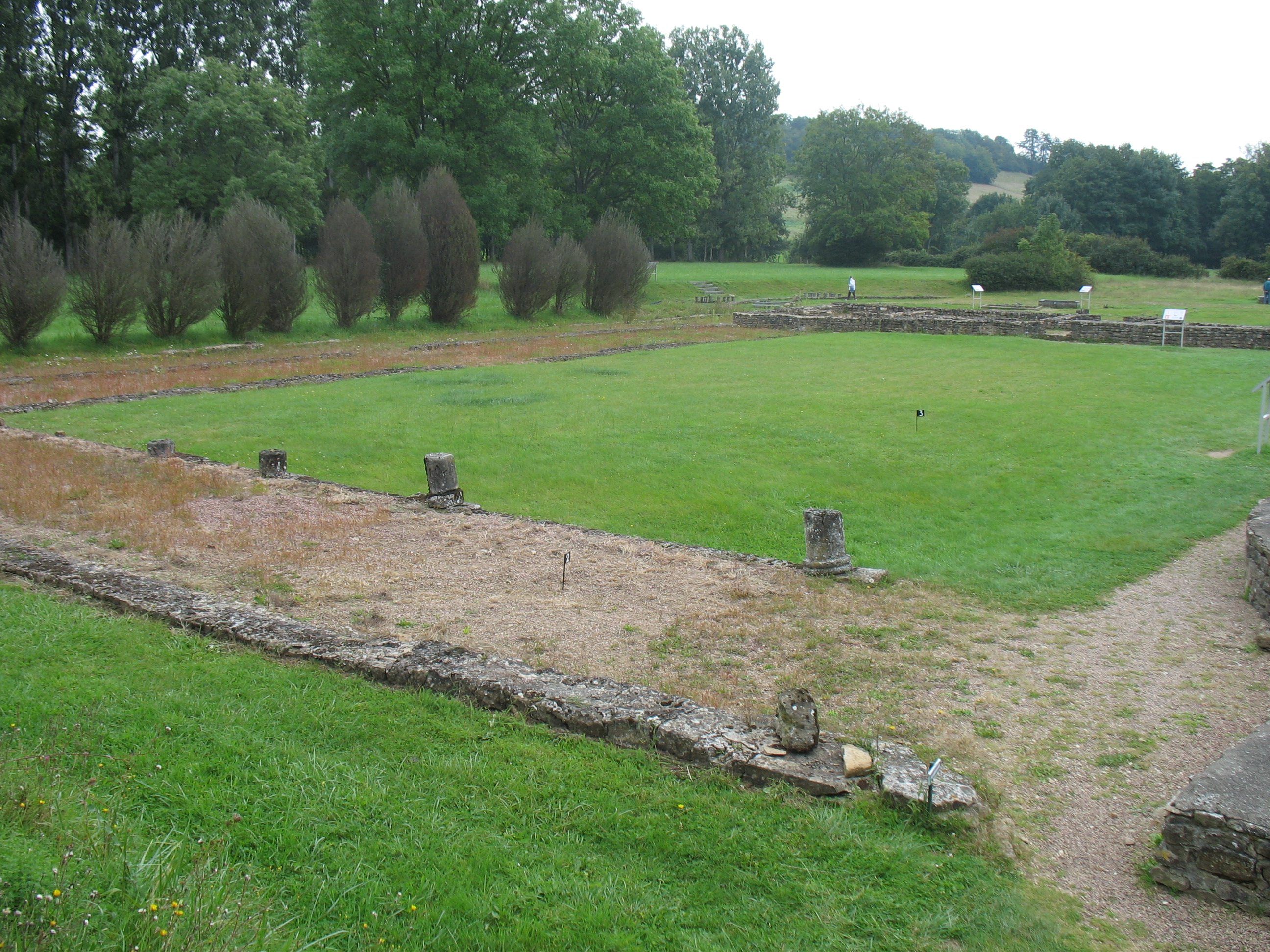
Palästra der römischen Thermen
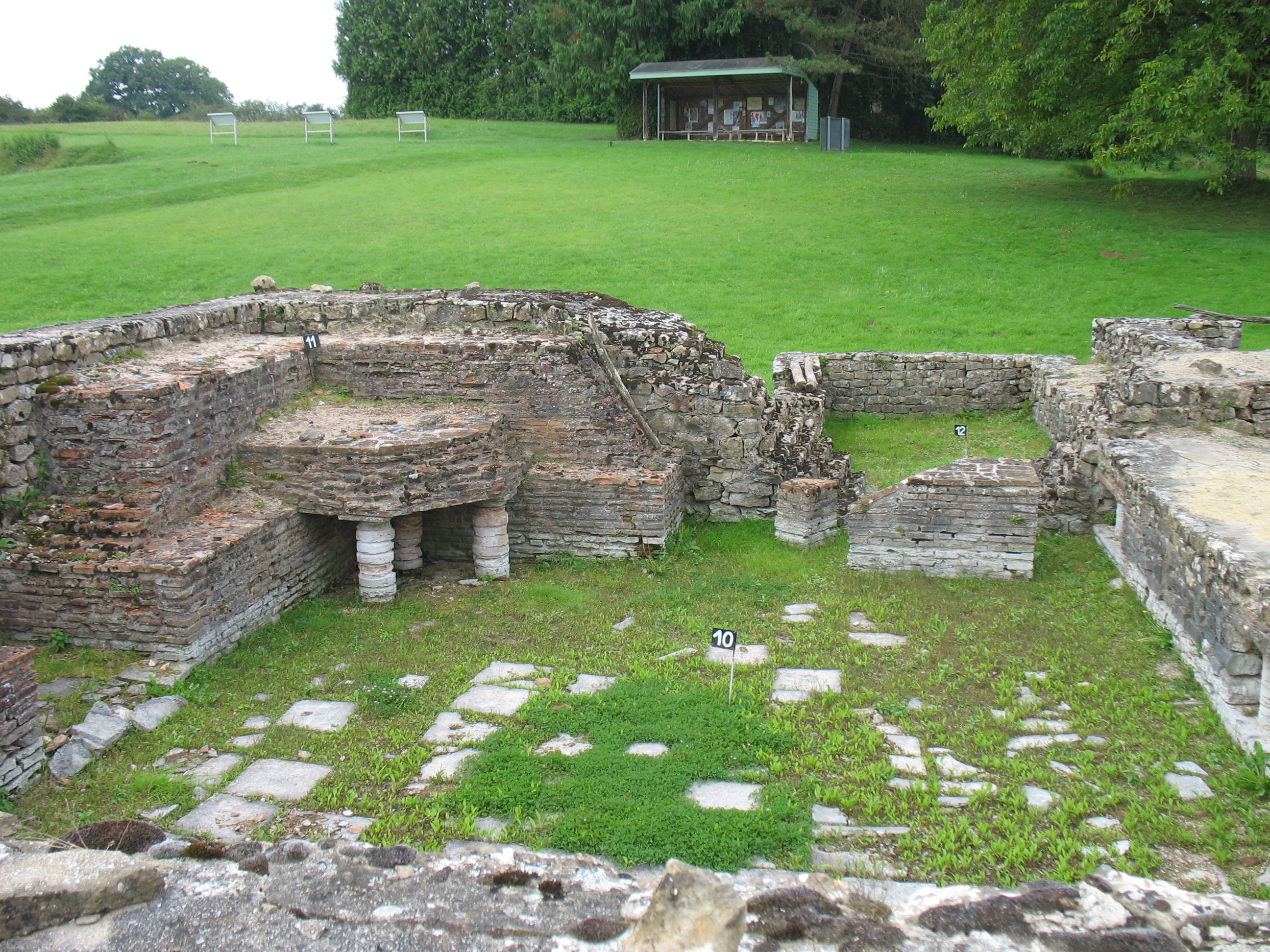
Caldarium der römischen Thermen

### Archäologisches Museum
Das Musée archéologique de Saint-Père befindet sich neben der Kirche. Es ist in einem sehenswerten Pfarrhaus aus dem 17. Jahrhundert untergebracht. Das Ausstellungsgut verteilt sich – thematisch gegliedert – auf drei Räume. Der erste Saal widmet sich der prähistorischen Zeit der Salzquellen. Der zweite Saal dokumentiert die Thermen und präsentiert Votivgaben aus der gallo-römischen Zeit (vorwiegend antike Münzen, welche man in den Brunnen gefunden hat) und der dritte Saal hält Informationen über die Kirche Notre Dame bereit.
Die Eintrittskarte zum Besuch der Salzquellen gilt auch für das Archäologische Museum. Die kombinierte Eintrittskarte kostete im Jahre 2011 € 4 für Erwachsene und € 1,60 für Kinder unter zwölf Jahre.